# فورتوناتو كاستيلو
فورتوناتو كاستيلو (بالإسبانية: Fortunato Castillo) هو لاعب كرة قدم بوليفي في مركز الهجوم، ولد في 16 مارس 1939 في بوليفيا. شارك مع منتخب بوليفيا لكرة القدم. أما مع النوادي، فقد لعب مع شاكو بتروليرو.

## وصلات خارجية
- فورتوناتو كاستيلو على موقع الاتحاد الدولي (مؤرشف)  (الإنجليزية)
- فورتوناتو كاستيلو على موقع قاعدة بيانات كرة القدم.إي يو (الإنجليزية)
- فورتوناتو كاستيلو على موقع عالم كرة القدم.نت (الإنجليزية)